# Последний киногерой
«После́дний киногеро́й» (англ. Last Action Hero, дословно — «Последний герой боевика») — кинофильм с Арнольдом Шварценеггером в главной роли.
Фильм был разгромлен критикой, но в дальнейшем приобрёл культовый статус, а критики признали, что фильм значительно опередил своё время .

## Сюжет
Дэнни Мадиган — поклонник киношного полицейского Джека Слейтера, постоянно пересматривает фильмы с его участием в кинотеатре, киномеханик которого Ник давно стал его другом. Однажды Ник пускает Дэнни посмотреть предварительный показ новой части «Джек Слейтер IV» режиссёра Франко Коломбо. Перед сеансом Ник рассказывает Дэнни о Золотом Билете, который ему подарил сам Гарри Гудини. Этот билет, по словам Гудини, должен был быть волшебным и позволять своему обладателю попасть внутрь фильма. Сам Ник никогда не решался проверить сказанное, боясь разрушить сказку, и — дарит его Дэнни, разделив на две половинки (посетителя и контрольную), и впускает Дэнни в зал; начинается фильм, а сам Ник вскоре засыпает в операторской.
Во время просмотра Дэнни оказывается в любимом фильме — в мире, где всё живёт по «законам жанра»: добро всегда побеждает зло, нет некрасивых девушек, а номера телефонов начинаются на 555, на что Слейтер резонно отвечает, что добавочно существуют коды регионов. Дэнни в восторге — он оказался в мире своей мечты рядом со своим героем. Зато сам Слейтер не разделяет его чувств: то, что Дэнни считает приключениями, для Джека — ежедневный риск, потери близких людей и давление глупого начальства. Дэнни безуспешно пытается доказать Слейтеру, что он — киноперсонаж, но помогает ему в борьбе с местным злодеем Бенедиктом, который убил дядю Слейтера, напал на дочь Слейтера в его квартире и унизил его. В ходе приключений они становятся друзьями, но Бенедикту неожиданно достаётся Золотой Билет, с помощью которого он попадает в реальный мир.
Преследуя Бенедикта, Дэнни и Слейтер также попадают в реальный мир. Бенедикт тем временем планирует вернуть из третьей части фильма о Джеке безумного убийцу Потрошителя (на чьём счету жизнь сына Джека, Бэнни), чтобы на премьере фильма «Джек Слейтер IV» его руками убрать играющего Джека в фильмах актёра Арнольда Шварценеггера и тем самым разделаться со Слейтером. Джек, вовремя заметив Потрошителя в зале, спасает своего «создателя» Арнольда Шварценеггера. Актёр, думая, что столкнулся со своим двойником, предлагает Джеку работу, однако Слейтер высказывает Шварценеггеру, что тот «приносит ему только боль».
Преследуя Потрошителя, Слейтер попадает в повторение ситуации из своего прошлого: Потрошитель сбрасывает с крыши Дэнни, а он не может этому помешать. Но Потрошитель погибает навсегда, а Слейтер, проявив реальный героизм, спасает удержавшегося на фонаре Дэнни. Однако Бенедикт успевает смертельно ранить Джека. Спасти Слейтера может только чудо, которое по сценарию всегда происходит с Героем Боевиков. Убитый метким выстрелом Джека, Бенедикт роняет Золотой Билет, который падает возле кинотеатра, где идёт фильм «Седьмая печать». Герой картины Смерть попадает в реальный мир. Дэнни перевозит смертельно раненого Слейтера в кинотеатр. Смерть оказывается там же, но не торопится забрать Слейтера с собой — его нет в её списках. Смерть подсказывает Дэнни найти корешок от потерянного Золотого Билета. Слейтер отправляется обратно в свой фильм, где быстро оправляется от ран и готовится к новым подвигам.

## В ролях
| Актёр                 | Роль                                   |
| --------------------- | -------------------------------------- |
| Арнольд Шварценеггер  | Джек Слейтер / в роли самого себя      |
| Остин О’Брайен        | Дэнни Мадиган                          |
| Чарльз Дэнс           | Бенедикт                               |
| Роберт Проски         | Ник                                    |
| Том Нунэн             | Потрошитель / в роли самого себя       |
| Энтони Куинн          | Тони Вивальди                          |
| Фрэнк Макрей          | лейтенант Деккер                       |
| Бриджитт Уилсон       | Уитни Слейтер / актриса Мередит Кэприс |
| Ф. Мюррей Абрахам     | Джон Прэктис                           |
| Мерседес Рул          | Айрин Мэдиган                          |
| Профессор Тору Танака | подручный Бенедикта                    |
| Рик Дукомман          | агент Потрошителя                      |
| Дэнни Де Вито         | Вискерс                                |
| Иэн Маккеллен         | Смерть                                 |

### Камео
- Тина Тёрнер появляется в кульминационном эпизоде фильма «Джек Слейтер 3» как мэр Лос-Анджелеса; она пытается убедить Слейтера не впутываться в ситуацию с заложником.
- Когда Дэнни и Слейтер прибывают в полицейский участок, у двери прикуривает Шэрон Стоун, одетая как её персонаж в фильме «Основной инстинкт» Кэтрин Трамелл.
- Сразу после камео Шэрон Стоун мимо героев проходит Роберт Патрик в роли Т-1000 из фильма «Терминатор 2: Судный день».
- Модель и актриса Энджи Эверхарт появляется в роли продавщицы видеомагазина. Дэнни замечает, что она слишком красива, чтобы работать в видеомагазине.
- По пути в кинотеатр в поисках настоящего Арнольда певец MC Hammer спрашивает Джека о саундтреке к фильму «Джек Слейтер 5».
- Во время премьеры фильма «Джек Слейтер 4» в реальном мире в кинотеатре главным героям встречается множество звёзд, в том числе Мария Шрайвер (на тот момент жена Шварценеггера), Литл Ричард, телеведущая Лиза Гиббонс, Джеймс Белуши, Дэймон Уэйанс, Чеви Чейз, Жан-Клод Ван Дамм и Тимоти Далтон.

## Производство
Оригинальный сценарий был написан Заком Пенном и Адамом Леффом, но когда «Columbia Pictures» приобрела его, он был настолько кардинально переписан, что в титрах оба были обозначены, как авторы сюжета, а не как авторы сценария. Пенну и Леффу итоговый вариант не очень понравился, в частности им не понравилась сюжетная линия с волшебным золотым билетом: в их варианте сценария не объяснялось, как Дэнни попал в мир кино.
Поскольку Арнольд Шварценеггер выступил продюсером фильма, то он контролировал все аспекты производства, начиная от утверждения сценария и заканчивая рекламной кампанией. Он же настоял на том, чтобы возрастной рейтинг фильма был PG-13.
Фактически фильм провалился из-за самой студии «Columbia Pictures». Для начала она чётко закрепила премьеру за датой 18 июня 1993 года, хотя аналитики советовали перенести дату, потому что 11 июня должна была состояться премьера блокбастера «Парк юрского периода». Руководство студии отказалось, мотивируя тем, что эти фильмы ориентированы на разные аудитории. 1 мая 1993 года был устроен тест-просмотр, на котором демонстрировалась редакция продолжительностью примерно два с половиной часа. Реакция на тест-просмотре была до того разгромной, что ещё одни запланированные тест-просмотры были отменены. Студия вновь отказалась переносить дату премьеры и в итоге весь оставшийся до премьеры месяц фильм пересняли и перемонтировали настолько, насколько позволяли сроки. Вся работа была завершена за неделю до премьеры.
Последнюю лепту в провал фильма внесло то, что он был первым в истории кино фильмом, который был выпущен в звуковом формате SDDS, но на момент премьеры не все кинотеатры имели соответствующее звуковое оборудование. Те, кто видел тестовую версию, жаловались, что голоса актёров были почти не слышны.

## Саундтрек
| №                   | Название               | Исполнитель                                                       | Длительность |
| ------------------- | ---------------------- | ----------------------------------------------------------------- | ------------ |
| 1.                  | «Big Gun»              | AC/DC                                                             | 4:24         |
| 2.                  | «What the Hell Have I» | Alice in Chains                                                   | 3:58         |
| 3.                  | «Angry Again»          | Megadeth                                                          | 3:47         |
| 4.                  | «Real World»           | Queensrÿche and Michael Kamen                                     | 4:21         |
| 5.                  | «Two Steps Behind»     | Def Leppard                                                       | 4:19         |
| 6.                  | «Poison My Eyes»       | Anthrax                                                           | 7:04         |
| 7.                  | «Dream On» (Live)      | Aerosmith                                                         | 5:42         |
| 8.                  | «A Little Bitter»      | Alice in Chains                                                   | 3:53         |
| 9.                  | «Cock the Hammer»      | Cypress Hill                                                      | 4:11         |
| 10.                 | «Swim»                 | Fishbone                                                          | 4:13         |
| 11.                 | «Last Action Hero»     | Tesla                                                             | 5:44         |
| 12.                 | «Jack and the Ripper»  | Buckethead, Los Angeles Rock and Roll Ensemble, and Michael Kamen | 3:43         |
| Общая длительность: | Общая длительность:    | Общая длительность:                                               | 54:19        |

## Критика
Фильм в основном получил смешанные и негативные отзывы от критиков. На сайте Rotten Tomatoes, фильм получил 34 % одобрения на основе 47 рецензий, со средней оценкой 4,9/10. На Metacritic фильм имеет 44 баллов из 100 на основе 19 рецензий (4 положительных, 12 смешанных и 3 отрицательные). Аудитории, опрошенные CinemaScore, дали фильму средний класс «C +» на шкале A + to F. На сайте «Критиканство» фильм был оценён на 54 балла из 100.